# Hexathele putuna
Hexathele putuna är en spindelart som beskrevs av Forster 1968. Hexathele putuna ingår i släktet Hexathele och familjen Hexathelidae. Inga underarter finns listade i Catalogue of Life.